# Aleksandar Jovanović
Aleksandar Jovanović (srb. Александар Јовановић) (ur. 26 października 1984 w Sarajewie) – bośniacki piłkarz, występujący na pozycji pomocnika. Posiada także obywatelstwo serbskie.

## Kariera

### Kluby
Swoją karierę rozpoczął w zespole FK Leotar Trebinje. W 2005 roku trafił do grającego w ekstraklasie Serbii zespołu Hajduk Kula. W 2011 roku został zawodnikiem Ferencvárosi TC. W 2014 przeszedł do Debreceni VSC.

### Reprezentacja
Jovanović wystąpił w siedmiu spotkaniach reprezentacji Bośni i Hercegowiny U-21.